# ارتورو رودریگز (بازیکن فوتبال اسپانیایی)
ارتورو رودریگز (انگلیسی: Arturo Rodríguez؛ زادهٔ ۳۰ آوریل ۱۹۸۹) بازیکن فوتبال اهل اسپانیا است.
از باشگاه‌هایی که در آن بازی کرده‌است می‌توان به باشگاه فوتبال کوردوبا، باشگاه فوتبال آلکورکون، باشگاه فوتبال داندی یونایتد، و باشگاه فوتبال داندی اشاره کرد.